# Mallo (Cilicia)
Mallo (in greco antico: Μαλλός?, Mallós, in latino Mallus) fu un'antica città della Cilicia  piana (Cilicia Campestris).

## Ubicazione

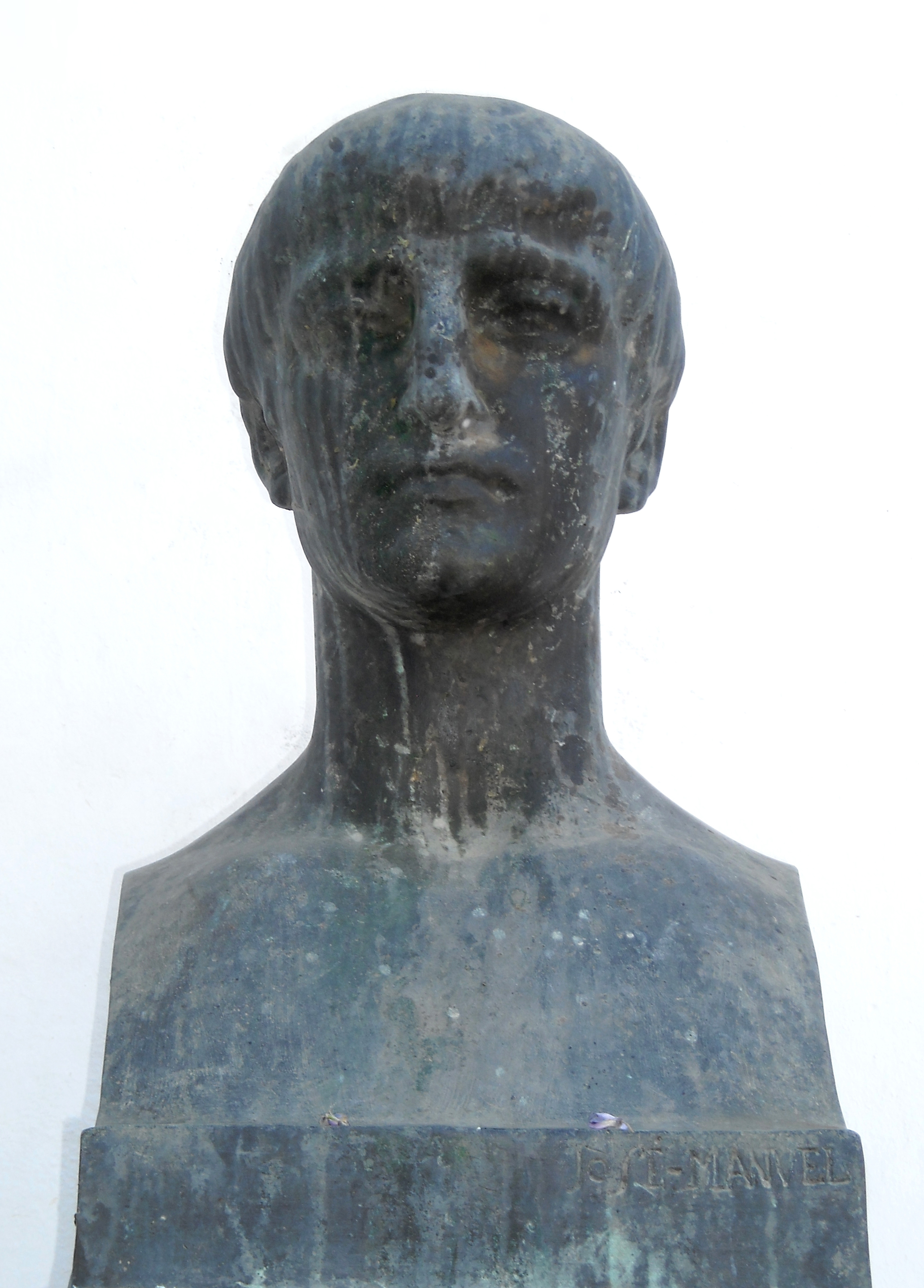
Lucano

Il luogo dove era ubicata l'antica città non è stato ancora identificato con precisione, ma può ritenersi che questa fosse un po' distante dal mare, là dove il fiume Piramo (in greco Πύραμος in latino Pyramus), l'odierno fiume Ceyhan, confluiva nel fiume Kermalas (oggi Hurman-su).
Secondo Strabone, Mallo era ubicata su di un'altura:
(Strabone, Geografia Vol. IV, Lib. XIV, cap. IV.)
Alcuni storici invece sostengono che sia sepolta poco lontano da Tarso, in riva al mare, tra Isso e Pompeiopoli alle foci del fiume Piramo.
Di lei si cantò:
(Marco Anneo Lucano, Pharsalia, Lib. III)

## Origini
Secondo Callimaco, Mallo trae nome e origine da un gigante, mentre per Strabone, Mallo è stata fondata da Anfiloco (Αμϕίλοχος) e suo fratello Mopso (Μόψος), due indovini, reduci dalla guerra di Troia. Quando si trattò di dividere il potere fra i due iniziò una lotta molto cruenta che finì con la morte di entrambi.

## Mallo nelle fonti storiche

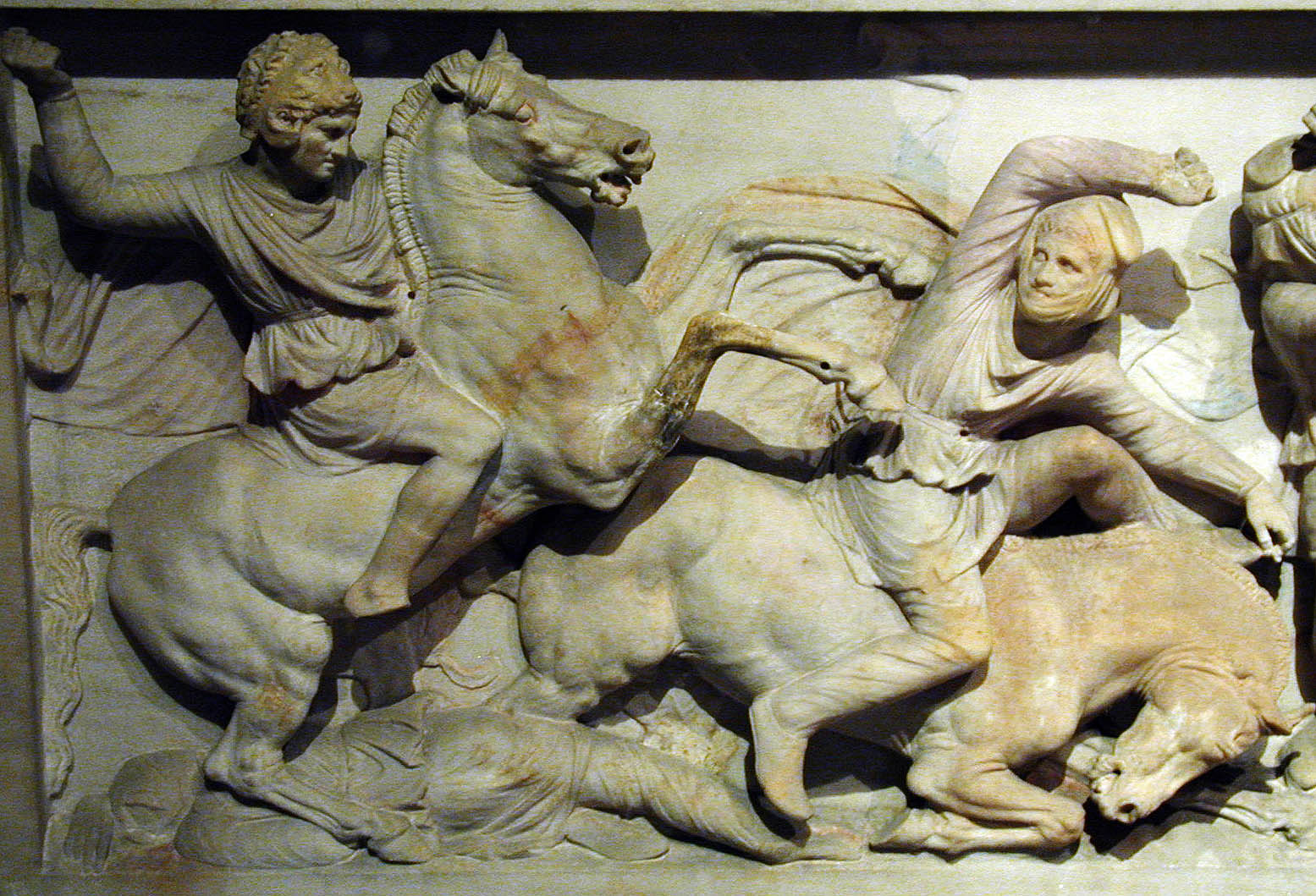
Sarcofago di Alessandro (İstanbul Arkeoloji Müzeleri)

Mallo divenne una città portuale strategica nel conflitto senza fine tra Oriente e Occidente, ma è menzionata solo di passaggio dalla maggior parte degli storici.
Notizie storiche sulla città provengono da diverse fonti: Flavio Arriano di Nicomedia ne parla come di una colonia degli Argivi popoli della Grecia, avvalorandosi dagli annali dei Fenici.
Il ritrovamento di antiche monete ne data già l'esistenza al periodo del V secolo a.C. Le iscrizioni riferiscono che in quel periodo la Cilicia era governata da una dinastia indigena.
A Mallo, Alessandro Magno venne a sapere della posizione di Dario III di Persia e avanzò lungo la Cilicia, che in precedenza fu perlustrata in avanscoperta e fortificata da Parmenione.
A Isso lasciò malati e feriti a si mise in marcia per Miriandro, dove si accampò con l'intenzione di affrontare Dario attraverso le Porte Assire (oggi Passo Beylan).
Alessandro, inoltre, sottrasse i Malloti (o Malli) all'oppressione oligarchica  e concesse loro l'autonomia del governo popolare, che lì esentò dal pagamento del tributo dovuto al Gran Re e, con l'istituzione di una festa eroica, rinnovò la gloria del suo fondatore Anfiloco.
La città fece parte dell'impero persiano e fu governata da satrapi del re achemenide, pur avendo il diritto di coniare una propria moneta, viene spesso ricordata nella narrazione delle vicende del periodo dei diadochi.

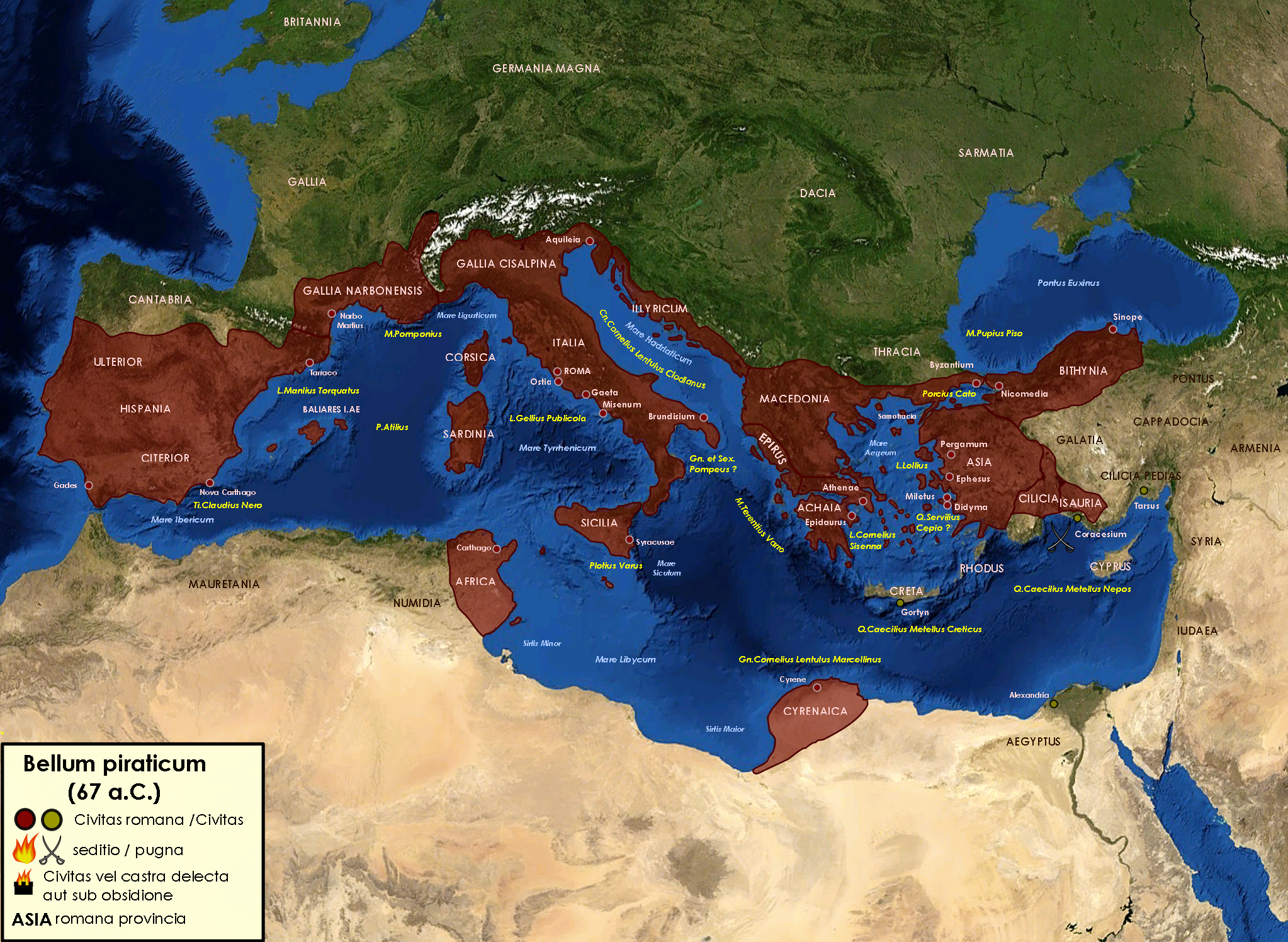
Mappa generale del Bellum piraticum di Pompeo, con i relativi comandanti, per area territoriale

Pompeo nel 67 a.C. sconfitti i pirati, che infastidirono in quelle terre la crescente potenza marittima di Roma, e anziché crocifiggere i prigionieri – oltre 20.000 – come avevano praticato i suoi predecessori, si mostrò loro magnanimo e assegnò loro terreni nell'Acaja e nella Cilicia e ripopolò le città deserte di Mallo, Adana, Epifania di Cilicia e Pompeiopoli da lui costruita sulle rovine di Soli.
Si riteneva fosse stata elevata al grado di colonia da Decio, ma un'iscrizione di Miseno mostra che per lo meno già dal tempo di Alessandro Severo si denominava splendidissima colonia.

## Mallo nella Bibbia
Dalla Bibbia arrivano interessanti notizie sulla rivolta delle città di Tarso e Mallo. Gli abitanti di queste due cittadine si allearono e insorsero contro Antioco IV Epifane perché le aveva date in dono alla concubina Antiochide: 
(Secondo libro dei Maccabei, cap. 4, v.30.)

## Mallo Diocesi cristiana

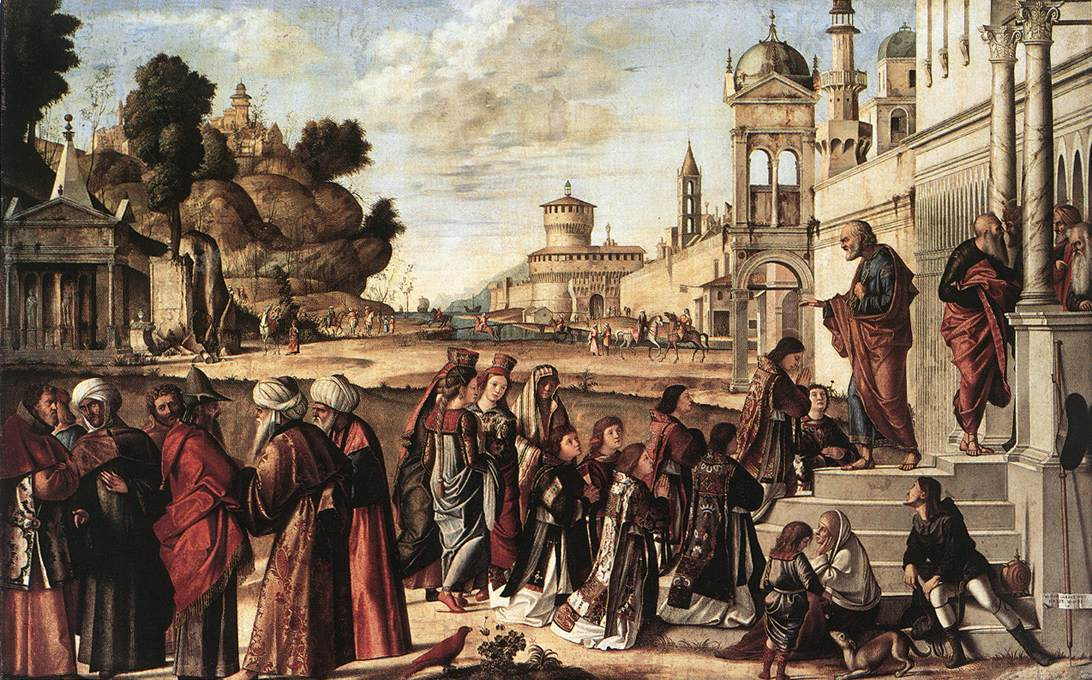
I sette diaconi consacrati da san Pietro (Vittore Carpaccio) Gemäldegalerie Berlino

Mallo è un'antica sede episcopale della provincia romana della Cilicia Prima nella diocesi civile d'Oriente. Faceva parte del patriarcato di Antiochia ed era suffraganea dell'arcidiocesi di Tarso, come attestato da una Notitia Episcopatuum del VI secolo.
Secondo la tradizione cristiana, qui annunciò il Vangelo San Nicanore, uno dei sette diaconi descritti negli Atti degli Apostoli al cap. 6, vv. 1-7.

## Monumenti cittadini
Secondo le redazioni pervenute da storici del tempo, oltre ai cantieri navali, di cui ne cantò le lodi Lucano, a Mallo c'era un santuario molto celebrato dedicato ad Anfiloco, che vide Alessandro fare offerte di sacrificio come ad un eroe, (gesto questo che fece cessare ogni sedizione tra gli abitanti della città), e un conio che batteva regolare moneta.

### Antica
- Arriano, Anabasi di Alessandro.
- Callimaco, Aitia.
- Callistene, Fatti di Alessandro.
- Cicerone, pro lege Manilia.
- Diodoro Siculo, Bibliotheca historica, XVII, libro III.
- Marco Anneo Lucano, Pharsalia, Lib. III
- Plutarco, Vita di Alessandro Magno in Vite parallele.
- Polibio, Storie, traduzione di Carla Schick, Milano, Mondadori, 1955, 2 voll.
- Quinto Curzio Rufo, Historiae Alexandri Magni Macedonis.
- Strabone, Geografia.

### Moderna
- Abbate Biagio Terzi di Lauria, Siria Sacra
- Abate Giuseppe Ricciotti, Paolo apostolo. Biografia con introduzione critica e illustrazioni, Tipografia Poliglotta Vaticana 1946.
- Anna Ferrari, Dizionario di mitologia, Litopres, UTET, 2006, ISBN 88-02-07481-X.
- George Francis Hill, M.A., Catalogo delle monete greche di Licaonia, Isauria e Cilicia, 1900 British Museum.
- Georges Radet, Alessandro Magno, 1998 RCS Libri ISBN 978-88-58-65822-2
- W. M. Ramsay, Historical Geography of Asia Minor